# العلاقات الغانية القطرية
العلاقات الغانية القطرية هي العلاقات الثنائية التي تجمع بين غانا وقطر.

## مقارنة بين البلدين
هذه مقارنة عامة ومرجعية للدولتين:
| وجه المقارنة                                              | غانا         | قطر           |
| --------------------------------------------------------- | ------------ | ------------- |
| المساحة (كم2)                                             | 238.53 ألف   | 11.44 ألف     |
| عدد السكان (نسمة)                                         | 26.91 مليون  | 2.64 مليون    |
| الكثافة السكانية (ن./كم²)                                 | 112.82       | 230.77        |
| العاصمة                                                   | أكرا         | الدوحة        |
| اللغة الرسمية                                             | لغة إنجليزية | اللغة العربية |
| العملة                                                    | سيدي غاني    | ريال قطري     |
| الناتج المحلي الإجمالي (بليون دولار)                      | 47.33 مليار  | 167.61 مليار  |
| الناتج المحلي الإجمالي (تعادل القوة الشرائية) بليون دولار | 115.41 مليار | 316.40 مليار  |
| الناتج المحلي الإجمالي الاسمي للفرد دولار أمريكي          | 1.37 ألف     | 73.65 ألف     |
| الناتج المحلي الإجمالي للفرد دولار أمريكي                 | 4.08 ألف     | 141.54 ألف    |
| مؤشر التنمية البشرية                                      | 0.579        | 0.850         |
| رمز المكالمات الدولي                                      | +233         | +974          |
| رمز الإنترنت                                              | .gh          | .qa           |
| المنطقة الزمنية                                           | 00           | ت ع م+03:00   |

## منظمات دولية مشتركة
يشترك البلدان في عضوية مجموعة من المنظمات الدولية، منها:
| علم المنظمة | اسم المنظمة                               | تاريخ انضمام غانا | تاريخ انضمام قطر |
| ----------- | ----------------------------------------- | ----------------- | ---------------- |
|             | يونسكو                                    | 11 أبريل 1958     | 27 يناير 1972    |
|             | وكالة ضمان الاستثمار متعدد الأطراف        | 29 أبريل 1988     | 22 أكتوبر 1996   |
|             | الأمم المتحدة                             | 8 مارس 1957       | 21 سبتمبر 1971   |
|             | الاتحاد البريدي العالمي                   | ?                 | ?                |
|             | البنك الدولي للإنشاء والتعمير             | 20 سبتمبر 1957    | 25 سبتمبر 1972   |
|             | الاتحاد الدولي للاتصالات                  | 17 مايو 1957      | 27 مارس 1973     |
|             | منظمة حظر الأسلحة الكيميائية              | ?                 | ?                |
|             | مؤسسة التمويل الدولية                     | 3 أبريل 1958      | 11 أكتوبر 2008   |
|             | المركز الدولي لتسوية المنازعات الاستشارية | 14 أكتوبر 1966    | 20 يناير 2011    |
|             | منظمة التجارة العالمية                    | ?                 | ?                |
|             | منظمة الشرطة الجنائية الدولية             | ?                 | ?                |

## أعلام
هذه قائمة لبعض الشخصيات التي تربطها علاقات بالبلدين:
- محمد كاسولا (لاعب كرة قدم قطري، 13 أغسطس 1986[21] – )
- محمد مونتاري (لاعب كرة قدم قطري، 20 ديسمبر 1993[22] – )

## وصلات خارجية
- موقع وزارة الخارجية الغانية
- موقع وزارة الخارجية القطرية